# Corde (géométrie)

Diamètre, rayon, arc et corde d’un cercle.

Pour les articles homonymes, voir Corde.
En géométrie, une corde est un segment reliant deux points d’un cercle ou d’une autre courbe.

## Propriétés des cordes d'un cercle

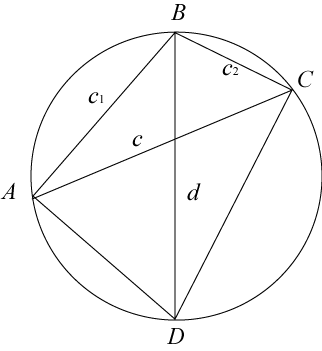
Illustration de la formule des cordes consécutives.

### Longueur
Une corde d'un cercle de rayon {\displaystyle R} interceptant un angle au centre de mesure {\displaystyle \theta } est de longueur {\displaystyle 2R\sin {\theta  \over 2}}.
Une corde d'un cercle est donc de longueur inférieure à celle du diamètre {\displaystyle 2R}, avec égalité si et seulement si ses deux extrémités sont diamétralement opposées.
Formule des cordes consécutives : Soient {\displaystyle A,B,C} trois points d'un cercle de diamètre {\displaystyle d}, {\displaystyle A} et {\displaystyle C} étant situés de part et d'autre du diamètre issu de {\displaystyle B}. Par application du théorème de Ptolémée, Les longueurs {\displaystyle c_{1},c_{2},c} des cordes {\displaystyle [AB],[BC],[AC]} sont reliées par la relation {\displaystyle c=c_{1}{\sqrt {1-{\frac {c_{2}^{2}}{d^{2}}}}}+c_{2}{\sqrt {1-{\frac {c_{1}^{2}}{d^{2}}}}}}.
La loi de probabilité de la longueur d’une corde dépend de la manière dont sont choisies ses extrémités, ce qui donne lieu au paradoxe de Bertrand.

### Théorème des cordes sécantes
Étant donné un point {\displaystyle M} à l'intérieur d'un cercle de centre {\displaystyle O} et de rayon {\displaystyle R}, toutes les cordes {\displaystyle [AB]} passant par {\displaystyle M} fournissent un produit {\displaystyle MA\cdot MB} constant égal à {\displaystyle R^{2}-OM^{2}}. C'est l'opposé de la puissance de {\displaystyle M} par rapport au cercle.

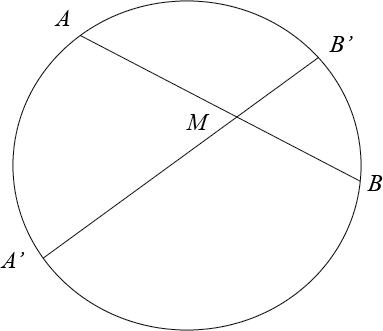

### Théorème de l'angle inscrit

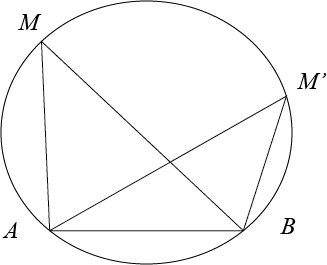

Étant donné une corde {\displaystyle [AB]} d'un cercle de centre {\displaystyle O}, tous les angles {\displaystyle {\widehat {AMB}}} pour des points {\displaystyle M} du cercle situés du même côté de la corde ont même mesure, égale à {\displaystyle {\frac {1}{2}}{\widehat {AOB}}}.
L'angle de droites {\displaystyle (MA,MB)} est même constant pour tout point {\displaystyle M} du cercle.
On en déduit le théorème de l'angle entre deux cordes sécantes indiqué dans la figure de droite.

### Problèmes de partage

#### Dénombrement
Étant donnés n points distincts sur un cercle, les {\textstyle {\frac {n(n-1)}{2}}} cordes qui relient ces points partagent le disque en au plus {\textstyle {\frac {n^{4}-6n^{3}+23n^{2}-18n+24}{24}}} composantes connexes, soit ,,,,,,:
{\displaystyle B_{n,4}={n-1 \choose 4}+{n-1 \choose 3}+{n-1 \choose 2}+{n-1 \choose 1}+{n-1 \choose 0}={n \choose 4}+{n \choose 2}+1}.
Cette formule est la solution du problème du cercle de Moser. Elle coïncide avec les premières puissances de 2 jusqu’au rang n = 5, mais diffère ensuite. Les nombres {\displaystyle B_{n,4}} sont ceux de la colonne 4 du triangle de Bernoulli.

#### Théorème de la pizza
Ce théorème propose des partages équitables d'un disque par des cordes concourant en un point autre que le centre.

#### Quadrisection
Le problème du partage du disque en quatre parties de même aire par des cordes issues de la circonférence ou des cordes parallèles fait intervenir le nombre de Dottie.

### Diagrammes de cordes
Les cordes d'un cercle permettent de définir les diagrammes de cordes ou diagrammes de Gauss, utiles notamment en théorie des nœuds.

## Corde d'une courbe représentative de fonction
Étant donné une fonction réelle définie sur un intervalle {\displaystyle [a,b]}, la corde reliant les points de coordonnées {\displaystyle (a,f(a))} et {\displaystyle (b,f(b))} a pour équation
{\displaystyle y={\frac {f(b)-f(a)}{b-a}}(x-a)+f(a)}.
Son coefficient directeur est le taux d'accroissement de la fonction entre les valeurs a et b.
Cette corde réalise ainsi une approximation affine de la fonction par interpolation.